# Hyundai Accent
Pour les articles homonymes, voir accent.
 (février 2024).
Si vous disposez d'ouvrages ou d'articles de référence ou si vous connaissez des sites web de qualité traitant du thème abordé ici, merci de compléter l'article en donnant les références utiles à sa vérifiabilité et en les liant à la section « Notes et références ».
La Hyundai Accent est une automobile, produite en quatre générations par le constructeur sud-coréen Hyundai Motor depuis 1995. Elle est fabriquée en Corée du Sud, en Inde, au Pakistan et en Turquie.

## X3: Première génération (1995-1999)
Commercialisée en France depuis fin 1992, la Pony type X2 (Excel en Corée) laisse place à la quatrième génération (X3) en septembre 1994. Si le nom de Pony demeure en France, elle prend le nom d’Accent sur d’autres marchés. Ses moteurs sont de conception maison (Alpha) et ne sont donc plus fournis par son partenaire du début, Mitsubishi. La Pony se décline en 3 types de carrosserie (3, 4 et 5 portes), une motorisation (1.3 litre-SOHC-12v de 84 chevaux) et une transmission (Boîte manuelle à 5 vitesses).
À son lancement sur le marché français, la gamme est composée des :
- 1.3 S (3/5 portes)
- 1.3 LS (3/4/5 portes)
- 1.3 GS (3 portes)
- 1.3 GLS (4/5 portes)
- 1.3 GX (3 portes)
- 1.3 GLX (5 portes)

Côté finitions, la dotation s’échelonne ainsi :
- S
- LS : idem S + direction assistée, volant réglable en hauteur et essuie-glace arrière (sauf 4 portes)
- GS : idem LS + dossier fractionné
- GLS/GX : idem GS + vitres avant électriques et verrouillage centralisé
- GLX : idem GLS/GX + climatisation à commande manuelle et radio K7 avec 4 HP

Les options sont :
- Peinture métallisée (toutes finitions)
- Pack électrique comprenant les vitres avant et le verrouillage centralisé des portes (S/LS/GS)
- Airbag conducteur (GX/GLS 4 portes/GLX)

La Pony 4 portes disparait du catalogue en septembre 1995 tandis qu’en mars 1996 apparait la SX (3 portes) équipée du 1.5 litre-DOHC-16v (100 chevaux). La présentation se veut sportive (becquet, bas de caisse, jantes en alliage de 14 pouces) et l’équipement complet comparable aux GS/GLS (volant et pommeau de levier de vitesse en cuir en sus). Elle peut recevoir en option la peinture métallisée, la climatisation ainsi que les combinaisons Airbag conducteur/climatisation ou Airbag conducteur/ABS. Sur commande spéciale, la GLS peut recevoir une boîte automatique à 4 rapports, associé exclusivement au 1.5 litre-SOHC-12v (88 chevaux). Les finitions GS et GLS s’enrichissent du siège conducteur réglable en hauteur et appui lombaire ainsi que de l’ouverture du hayon depuis l’intérieur. L’antidémarrage est de série à partir de septembre 1997.
Entre janvier et avril 1998, on assiste à une redéfinition de la gamme. Les Pony SX et GLS A (pour Automatique) disparaissent du catalogue fin mars. Articulée autour d’une seule motorisation (1.3 litre-SOHC-12v) et deux carrosseries (3 & 5 portes), des changements sont opérés sur les finitions (appellation et dotation). On trouve désormais les :
- S
- Si : idem S + rétroviseurs à réglage électrique, verrouillage centralisé (5 portes seulement) et vitres avant électriques
- LSi : idem Si + direction assistée, dossier fractionné, radio K7, verrouillage centralisé et volant réglable en hauteur
- GLSi : 5 portes uniquement, idem LSi + Airbag conducteur

Les options sont réduites à la climatisation à commande manuelle et la peinture métallisée sur toutes les versions.
À partir d’octobre 1998, seules les 3 portes Si/LSi et 5 portes Si/LSi Airbag restent au catalogue jusqu’en mai 1999 -épuisement des stocks-, date à laquelle le nom de Pony disparait pour laisser place à l’Accent de seconde génération en fin d’année.

## LC: Deuxième génération (1999-2006)
L’Accent de seconde génération est commercialisée en France à partir de novembre 1999. Comme son prédécesseur, elle reprend le look « bicorps et demi », à la manière des Ford Escort depuis 1980, et dispose donc d'un hayon. Elle est disponible avec deux moteurs (1.3 et 1.5 litre-12v) et deux carrosseries (3 et 5 portes).
Pour ses débuts, la gamme française est composée des 1.3 litre-3 portes :
- GL : direction assistée, verrouillage centralisé, vitres électriques, banquette fractionnable, Airbags conducteur et passager, radio k7…
- GL Pack : idem GL + jantes en alliage
- GLS (5 portes seulement) : idem GL Pack + rétroviseurs électriques et dégivrants, antibrouillards avant, appuie-têtes arrière, climatisation, siège conducteur réglable en hauteur, poches aumônières sur dossiers des sièges avant.

La climatisation est la seule option possible (GL et GL Pack) en plus de la peinture métallisée.
À partir de septembre 2000, Hyundai commercialise les GL Clim’ et GL Pack Clim’ pour un prix inférieur aux GL et GL Pack avec l’option climatisation. Les GL Pack et GL Pack Clim’ sont supprimées en avril 2001. La motorisation Diesel, très prisée, manque cruellement à l’Accent qui traîne le déficit d’image de la marque et d’un style banal, empêchant les ventes de décoller. Le remède vient sous la forme d’un 1.5 CRDi (turbo et injection à rampe commune) de 82 chevaux dès avril 2002, date à laquelle la 1.3 GLS est retirée. Les GL et GL Clim’ sont encore disponibles jusqu’à juillet. Seule, l’Accent 5 portes 1.5 CRDi se décline en deux finitions : « base » (idem GL Pack) et Confort (idem GLS). En janvier 2003, l’Accent voit son équipement de série évoluer notamment avec le remplacement du radio K7 par un radio CD à façade détachable. Les finitions se nomment Pack et Pack clim’. Cette dernière a droit à l’ABS et aux Airbags latéraux avant en série. À l’été, elle voit ses faces avant et arrière redessinées. Malgré cela, les ventes de l’Accent en France chutent de manière vertigineuse. La Pack Clim’ est le seul modèle à être conservé au catalogue à partir d’octobre 2004 jusqu’à son retrait définitif fin janvier 2006.
Hyundai étant l’un des partenaires officiels de l’Euro 2004 (football), l’Accent éponyme est commercialisée entre avril et juillet 2004. Il s’agit donc d’une Pack Clim’ (gris argent uniquement) disposant de jantes en alliage, d’une alarme périmétrique, d’une télécommande de centralisation, d’un volant et pommeau de levier de vitesse en cuir. Autre « hors série » d’avril à novembre 2005, l’Édition Spéciale est équipée de jantes en alliage, de l’alarme périmétrique, de la peinturé métallisée et de la télécommande de centralisation pour 350 € de plus que le modèle standard, soit 15 000 € (GPS optionnel).
Déjà investi en compétition avec le Coupé en catégorie Kit Car 2.0 litres, Hyundai décide de continuer en Championnat du Monde des rallyes et confie à l’équipe anglaise MSD le soin de développer l’Accent WRC. Malheureusement, Hyundai est en proie avec des soucis financiers et laisse tomber MSD courant 2003 avec toutes les factures à régler. Faute d’argent et malgré les efforts de MSD, désormais seul aux commandes du programme, l’exploitation de l’Accent WRC s’achève au début de 2005.

### Curiosité
À la suite d'un accord commercial passé avec DaimlerChrysler en 1999, ce modèle a été importé au Mexique par Chrysler do Mexico pour y être vendu sous le nom de Dodge Verna.

## MC: Troisième génération (2006-2011)
La troisième génération d'Accent est sortie en 2006. Disponible en Amérique du Nord et en Corée du Sud, elle n'a été importée que dans certains pays d'Europe, mais pas en France.

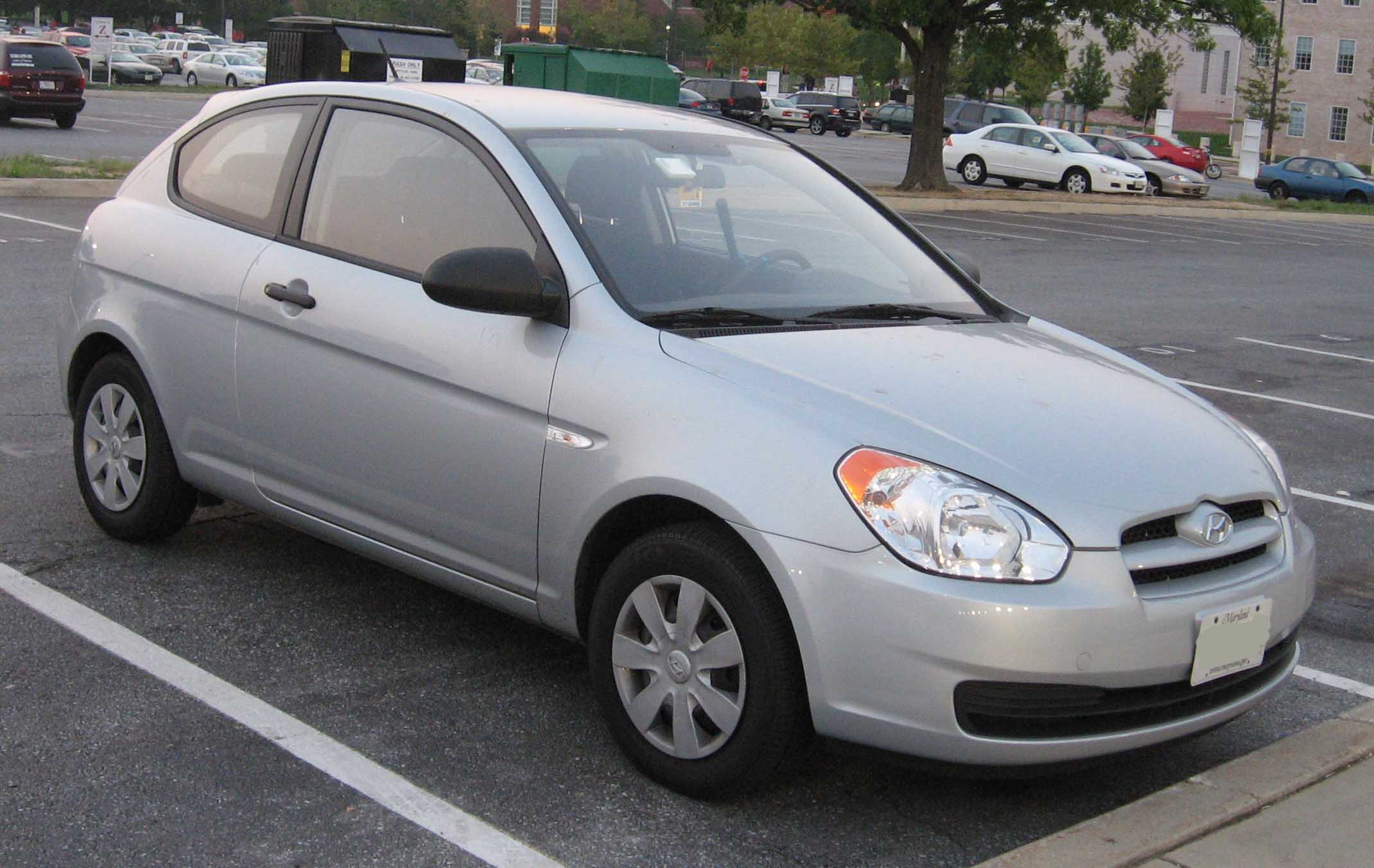
Une Hyundai Accent 3 portes

## RB: Quatrième génération (2010-2018)
La quatrième génération de Hyundai Accent a été commercialisée en novembre 2010 en Corée du Sud.

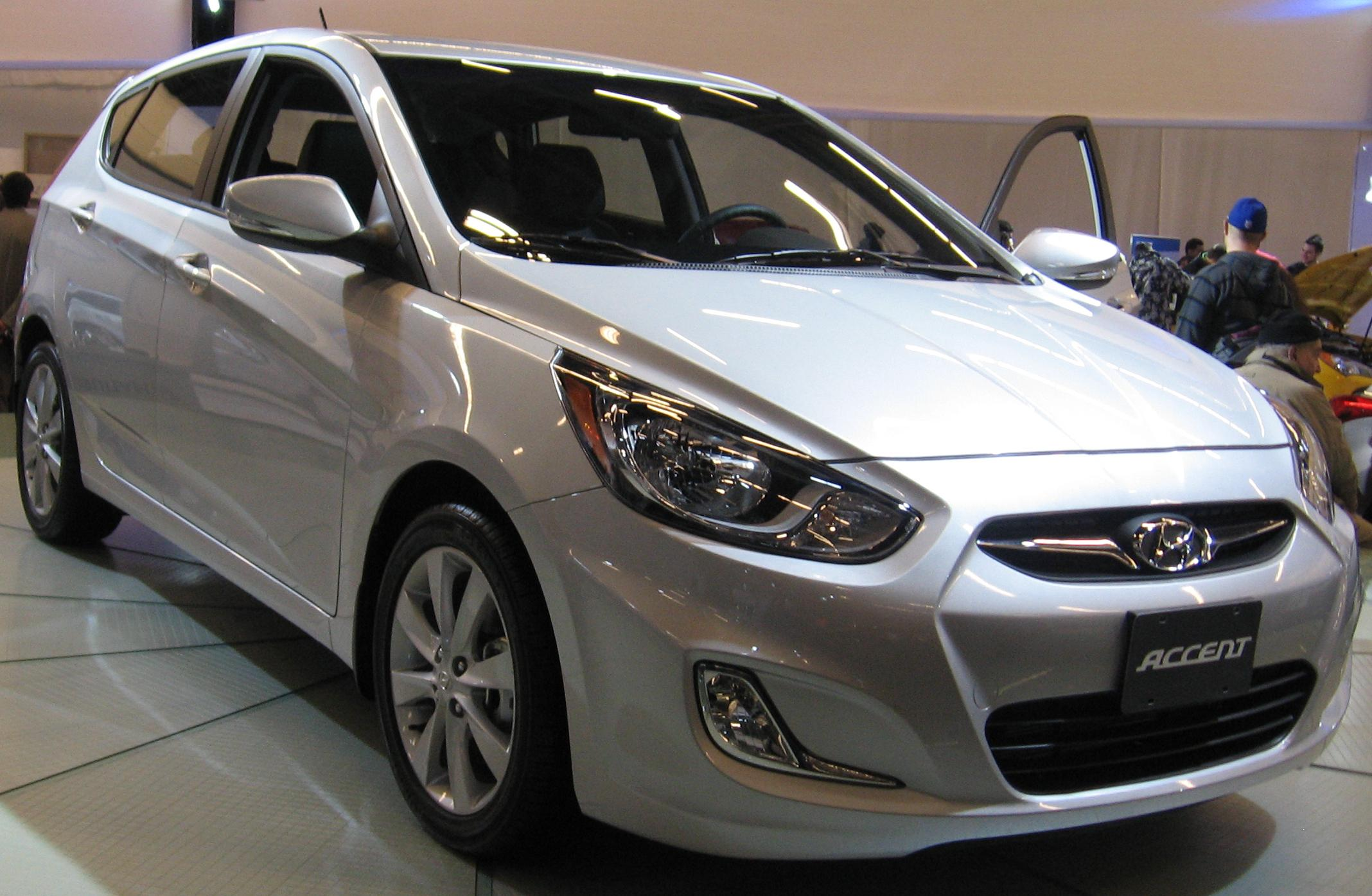
Accent Wit (5p)

### Curiosité
Après avoir vendu la précédente génération d'Accent au Mexique sous le nom Dodge Attitude, l'accord signé par DaimlerChrysler se poursuit et l'importation de la quatrième génération de cette voiture coréenne est encore commercialisée au Mexique sous le nom Dodge Attitude jusqu'en 2013. Entretemps, Chrysler a été mis en faillite grâce à la gestion rigoureuse allemande[pourquoi ?] et depuis 2011, c'est l'italien Fiat qui est passé aux commandes. Le 16 août 2013, son CEO Sergio Marchionne annonce la rupture des contrats passés avec Hyundai.

## HC: cinquième génération (2017-)
Un des modèles emblématiques de la marque qui a connu un franc succès , la Hyundai Accent, revient conquérir le cœur des clients avec  son positionnement d'emblée grâce à un bloc diesel, 1.6l CRDI de 128ch.
Hyundai Accent, qui a été lancé, rappelons-le, en première mondiale au Salon international de l’Auto du Canada à Toronto en février 2017, avant sa commercialisation qui a débuté fin 2017 puis en 2018 dans différentes régions du monde. Elle se présente avec un design "d'air de famille" puisqu'elle adopte les codes de la marque allant vers l'approche de design unique de Hyundai. 
Dotée d’une grille en cascade, un élément visuel unique contribuant à l’identité de Hyundai Motor. La grille est bordée de phares enveloppants, une caractéristique identifiable de la marque. 
L’Accent possède aussi un pare-chocs arrière effilé et moderne, une ligne de toit fuyante et des lignes extérieures de caractère sur toute la longueur du véhicule, jusqu’aux feux arrière d’allure sportive. Des caractéristiques recherchées sont également livrables, comme des jantes de 16" en alliage et des clignotants à LED intégrés aux rétroviseurs. 
La forme est tout aussi fonctionnelle, établissant un bel équilibre entre le travail des designers et des ingénieurs afin de créer un style amélioré et aérodynamique. Des panneaux plus étendus sous le châssis, un nouveau becquet avant et une garde au sol réduite de 10 mm contribuent à l’aérodynamisme de la voiture.
Plus large de 29 mm (1729 mm) et plus longue de 15 mm(4440 mm), tout en conservant la même hauteur (1460 mm),  la nouvelle Accent donne l’impression d’être solidement campée au sol. L’empattement a également été allongé de 10 mm (2600 mm), ce qui permet d’améliorer le volume de l’habitacle.